# Cruriraja poeyi
Espèce
Statut de conservation UICN

 DD  : Données insuffisantes
Cruriraja poeyi est une espèce de raie.